# Pogonotypellus australis
Pogonotypellus australis är en insektsart som beskrevs av Goding 1939. Pogonotypellus australis ingår i släktet Pogonotypellus och familjen hornstritar. Inga underarter finns listade i Catalogue of Life.